# Vanaheim
Vanaheim (sjældent Vanehjem eller vanaland, norrønt: Vanaheimr) var i nordisk mytologi hjemsted for vanernes slægt. Der findes ingen egentlig beskrivelse af stedet i de bevarede kilder. Hverken placering i forhold til andre verdner eller karaktér er kendt; det omtales blot som én af de ni verdner, der udgjorde det nordiske verdensbillede. Tre af guderne fra vaneslægten: Njord og hans to børn, Freja og Frej, bor hos aserne i Asgård; de skulle være med til at sikre freden efter Vanekrigen, da guder af de to slægter blev udleveret som gidsler for at bo hos "fjenden". Siden har der været fred gudeslægterne imellem.[kilde mangler]
Eftersom det siges, at Njord blev født i Vanaheim, og at han skal vende tilbage dertil efter Ragnarok, kan der have været en forestilling om, at Vanaheim ikke blev berørt af de andre verdners undergang.[kilde mangler]

## Vanaheim i Ynglingesaga
Navnet Vanaheim optræder også i Ynglingesaga af Snorre Sturlason. Denne saga udgør første del af Heimskringla, og i den fortælling optræder de nordiske guder som euhemeriske helte fra en fjern fortid, dvs. de beskrives som mennesker, der senere blev opfattet som guder. De kosmologiske lokaliteter placerer han i den virkelige verden, og Vanaheim knytter han til et område nord for Sortehavet ved floden Tanais, dvs. Don, der blev kaldt Tanakvisl eller Vanakvísl.
Snorres introducere Vanaheim således:
I jordskiven, som menneskene bor på, skæres der mange vige ind i; det store hav rækker fra det yderste ocean ind til land; det er derfor kendt, at et stort hav strækker sig fra Nörvasund (Gibraltarstrædet) helt ud til Jorsalaland (Jerusalem). Fra dette hav udgår et stor havbugt mod nordøst, som hedder Sortehavet, og som deler jorden i tre dele. Øst her for hedder landet Asia, men landet vest for kalder nogle Europa, og nogle Enea. Nord for Sortehavet ligger Store-Svitjod (Rusland) […] Nedenfor de bjerge, der ligger rundt om de egne, hvor folk bor, løber en flod gennem Svitjod, som med rette hedder Tanais (Don), tidligere hed den Tanakvisl eller Vanakvisl, og den løber ind i Sortehavet. Landet i Vanakvisline kaldes Vanaland eller Vanaheim. Denne flod skiller verdensdelene, så den øst for kaldes Asia og den vest for kaldes Europa. Oversat fra (norsk): 